# Bieberehren
Bieberehren település Németországban, azon belül Bajorországban. Lakosainak száma 877 fő (2023. december 31.). Bieberehren Röttingen, Aub és Creglingen községekkel határos.

## Népesség
A település népessége az elmúlt években az alábbi módon változott:
| Lakosok száma | 570  | 900  | 884  | 988  | 918  | 913  | 903  | 897  | 876  | 877  |
|               | 1877 | 1950 | 1975 | 1987 | 2012 | 2014 | 2016 | 2017 | 2021 | 2023 |